# Vinterriket
Vinterriket (норвежск. Зимнее королевство, Царство зимы) — немецкий музыкальный проект в стиле dark ambient, основанный Кристофом Циглером (Christoph Ziegler). Также Кристоф занимается и другими своими проектами, такими как Atomtrakt, Nebelkorona и др. Принимал участие в некоторых группах как приглашённый или присоединившийся музыкант.

## История
Vinterriket был образован в далеком 1996 году как one-man-band. В 1997 и 1998 были записаны первые две репетиционные кассеты, но они так и не были никогда выпущены.
За период с 1998 до конца 1999 была записана первая демо-лента. Логотип Vinterriket был сделан бельгийским мастером Кристофом Шпайделем (Christophe Szpajdel), но конечный результат был доделан самим музыкантом. С 1999 года по настоящее время на различных лейблах всего мира вышло достаточно большое количество различных релизов.
Christoph Ziegler играл некоторое время на гитаре в блэк-группе Graven, а также в некоторых местных неизвестных блэк-метал группах.[каких?]
Кристоф наблюдает за скандинавской блэк-сценой, Industrial/Classic-металом, но находит себя именно в дарк-амбиенте. По его словам, именно этот стиль даже лучше, чем метал, выражает тёмные, депрессивные, меланхоличные и атмосферные настроения.

## Дискография
2000: Gjennom Tekete Skogen (Demo)
2001: Stürme der letzten Stille (Demo)
2001: Det Svake Lys (7’’ EP)
2002: Vinterriket / Northaunt — Split (7’’ EP)
2002: Herbstnebel (7’’ EP)
2002: Vinterriket / Manifesto — Split (7" EP)
2002: Landschaftsmalerische Klangwelten synthetischer Tonkunst 1996-2002
2002: Kaelte (7" EP)
2002: Vinterriket / Veiled Allusions Split (7" EP)
2002: ...und die Nacht kam schweren Schrittes
2002: Vinterriket / Orodruin — Split (CD)
2002: Vinterriket / Fjelltrone — Split (7" EP)
2002: Finsternis
2003: Vinterriket / Paysage D'hiver — Split (LP)
2003: Von Eiskristallen...und dem ewigen Chaos MCD
2003: Winterschatten
2003: Aura (7" EP)
2004: Landschaften ewiger Einsamkeit
2004: Im ambivalenten Zwielicht der Dunkelheit (7" EP)
2004: Vinterriket / Northaunt — Split (7" EP)
2005: 7-Zoll-Kollektion 2000-2002
2005: Vinterriket / Uruk-Hai — Split (CD)
2005: Vinterriket / Northaunt — Split (CD)
2005: Der letzte Winter - Der Ewigkeit entgegen
2005: Weisse Näсhte des schwarzen Schnees
2006: Lichtschleier
2006: Retrospektive
2007: Kontemplative Antagonismen des Augenblicks DVD
2007: Kaelte, Schnee und Eis - Rekapitulation der Winterszeit
2007: AEP & Vinterriket (Split)
2008: Gebirgshohenstille
2008: Zeit-Los : Laut-Los
2009: Horizontmelancholie
2010: Zwichen der Jahren (7" EP)
2010: Nebelfluh (7" EP)
2011: Grauweiss
2012: Garðarshólmur
2013: Entlegen
2015: Hinweg